# Nathan Trent
Nathanaele Koll (Innsbruck, Tirol, Áustria, 4 de abril de 1992) é um cantor, compositor, arranjador, músico e ator austríaco de ascendência italiana que representou o seu país, a Áustria, no Festival Eurovisão da Canção em 2017, obtendo a classificação para a final, onde ficou em 16º lugar.

## Discografia

### Singles
| Titulo           | Ano  | Álbum |
| ---------------- | ---- | ----- |
| "Like It Is"     | 2016 | N/A   |
| "Running on Air" | 2017 | N/A   |